# Kaddara
Kaddara: Folkelivsbilleder fra Grønland er en grønlandsk opera i fire akter fra 1921 med dansk libretto (tekst) af C.M. Norman-Hansen og musik komponeret af Hakon Børresen.

## Tilblivelse
Forfatteren C.M. Norman-Hansen (1861-1949) var ansat som distriktslæge i Grønland omkring århundredeskiftet. Han fortæller i tidsskriftet Teatret i marts 1921 - et temanummer om Kaddara: "Fra første færd skrev jeg udkastet til Kaddara som en lille komedie-spøg midt i den grønlandske vinter. Det er mange år siden - før krigens tid - at jeg kom hjem med manuskriptet i min køjesæk. Let gik det ikke med at få nogen til at tro på en grønlandsk operas mulighed. Via professor Einar Christiansen blev jeg sat i forbindelse med komponisten Hakon Børresen og her fandt jeg den rette kunstner til at leve sig ind i emnet og digte det om i musik."
Operaen blev indleveret til Det Kongelige Teater i 1917. Efter endt vurdering skrev kapelmester Georg Høeberg til teaterchefen: "Hr. Hakon Børresen har med sin opera Kaddara indleveret et arbejde til Det Kongelige Teater af en ganske særegen karakter. [...] Alt i alt et musikværk af en talentfuld og dygtig dansk komponist. Et musikværk, som jeg hermed på det varmeste anbefaler til opførelse på Det Kongelige Teater."
Det gik dog ikke så hurtig med at få værket på scenen. På grund af brændselsrationeringen under og efter 1. verdenskrig var det ikke muligt at skaffe energi til de krævende lyseffekter, så premieren blev udskudt til 1921. Den kunne så finde sted som en markering af 200-året for Hans Egedes ankomst til Grønland. Men fra teatrets side blev alle sejl sat til for at gøre opsætningen så naturtro som muligt. Sceneinstruktøren blev sendt på studietur til Grønland. Alle kostumer og rekvisitter blev fremstillet i Grønland, så den højst mulige etniske autenticitet kunne opnås. Teatrets bedste sangere i rollerne og dirigeret af Georg Høeberg.
I mellemtiden blev Hakon Børresen bedt om at skrive en en-akts opera til teatret. Denne - Den Kongelige Gæst - fik premiere i 1919 og blev opført frem til 1964.
Kaddara fik endelig premiere 16. marts 1921. Pressedækningen op til premieren var intens, ikke mindst i Politiken, hvor der dagligt var omtale eller interviews med de medvirkende. Det var naturligvis det fremmedeartede ved værket, der konsekvent bliver omtalt som en "en grønlandsk opera", der nærede interessen. Politikken kunne dagen efter premieren på forsiden lakonisk konstatere, at den i næsten to år med store forventninger imødesete opera blev en succes. I selve anmeldelsen kan bl.a. læses: "Selve ideen, at sætte Grønland på scenen, er forfriskende ny, og den, der på forhånd har ment, at dette tranduftende og spækglinsende emne egentlig dårligt egnede sig til lyrisk behandling, vil bagefter indrømme, at opgaven er løst med en sådan smag og kunstnerisk beherskelse, at der både er kommet noget karakteristisk og smukt ud deraf. Det skyldes flere omstændigheder, vel først og fremmest Norman-Hansens førstehåndskendskab til emnet, der har gjort det muligt for ham at tage lige ud af virkeligheden i stedet for at lave opdigtet opera-lyrik. Dernæst Hakon Børrensens sobre sans for den rene linie i den musikalske illustration. [...] En musik, der uden at anmasse underbygger det hele og bærer det på en roligt flydende tonestrøm. Hans orkester er behandlet med en sjælden finhed i farvegivningen, og man vil sikkert ved fornyede påhøringer opdage nye skønheder i dette partitur, der vidner om en ikke almindelig orkestral evne."
I Berlingske Tidendes anmeldelse hedder det bl.a.: "En vovet idé, skulle det synes, at vælge et grønlandsk emne til en opera. [...] Ville disse skindklædte eskimoer afgive tilstrækkeligt stof til musikdramatisk behandling? Og ville scenariet ikke virke trist og ensformigt? Resultatet i aftes viste, at Hakon Børresen så rigtig, da han bestemte sig for at drage Grønland frem på scenen og skildre folkelivsbilleder deroppefra i toner. [...] At skrive etnografisk musik kunne der ikke være tale om, lige så lidt som en gennemført grønlandsk lokal farve, der sikkert ville virke uudholdelig monotont. Børresen har derfor nøjedes med at anvende nogle originale rytmer. [...] Kaddara er en ejendommelig og værdifuld berigelse af vor ikke særlig omfattende operalitteratur og vil forhåbentlig vise sig at have chancer for at vække interesse i udlandet."
Der blev gjort forsøg på at få opført værket i New York og Paris, hvilket ikke gav resultat. Til gengæld lykkedes det at få operaen sat op i Bruxelles i 1924 og i Königsberg i 1925. Anmeldelserne i Bruxelles konstaterer igen værkets succes, fx "Musikken af maestro Børresen er velklingende, fyldt med liv og energi, og en kraft, der illustrerer den eskimoiske sjæls følelser i mindste detalje, skrevet med metode og sikkerhed. Det er indiskutabelt, at der er en meget smuk nyhed, der gør et levende indtryk." -- Carlos Royére i Le Neptune. Og i en anden avis skrives: "Musikken er overordentlig forførende og meget sympatisk. Instrumentationen er dygtig og moderne og under indflydelse af Richard Wagner. Melodiøs og harmonisk med ekstrem originalitet i temaerne. Formidabel succes."
De følgende år opnåede operaen adskillige genopsætninger på Det Kongelige Teater, fik næsten karakter af nationalopera, blev indspillet ved festforestillinger og præsidentbesøg. I 1946 finder den sidste genopsætning sted. Premieren er betegnet som festforestilling med en prolog forfattet i dagens anledning af Norman-Hansen. Festforestillingen var dels en markering af Det Grønlandske Selskabs 40 års jubilæum, dels en markering af den grønlandske delegations første besøg i Danmark efter krigen. Igen er der stor pressedækning op til premieren og igen rosende anmeldelser. Fx skriver Kai Flor: "I et og alt støttes denne handling af Børresens nyromantiske musik med dens farverigt illustrerende orkester, dens romanceagtige arier og dens virkningsfulde åndemaner-tema." Et sidste citat er fra Børsen 31. marts: "Genoptagelsen af den 25 år gamle Kaddara blev i aftes en succes for Det Kongelige Teater, og den vil sikkert få følge af røde lygter i denne og næste sæson. Så melodiøs og klanglig letfattelig er musikken, så farverig og tilpas fremmedartet, så strålende de scenebilleder, der oprulles, at forestillingen vil glæde et meget stort publikum."
Dette ønske om gensyn i de kommende sæsoner blev uvist af hvilken grund ikke opfyldt. Forestillingen forsvandt fra repertoiret efter 8 opførelser i foråret 1946. De sidste af de i alt 40 det blev til fra premieren i 1921.

## Opførelseshistorie
Operaen blev uropført d. 16. marts 1921 på Det Kongelige Teater ved dirigent og førstekapelmester Georg Høeberg. I hovedrollerne som Kaddara var Tenna Frederiksen, som Ujarak Poul Wiedemann, som Annuna Lilly Lamprecht og som Tuluvatta Ragnhild Bro – alle datidens store stjerner på det kongelige. Premieren i 1921 fandt sted som en markering af 200 året for Hans Egedes ankomst til Grønland.
Iscenesættelsen var ved specialisten Julius Lehmann, som havde været på studierejse til Grønland for at få et etnografisk naturtro førstehåndskendskab til forestillingen og samtidig sikre sig kostumer og rekvisitter. Lehmanns instruktionsbog findes i dag på Det Kongelige Bibliotek og indeholder en så detaljeret beskrivelse af scenegang mv. at det ville være muligt at opsætte operaen i den originale iscenesættelse. De effektfulde dekorationer var ved teatermaler Thorolf Pedersen.

### Videre opførelser
- 1924-03-17 på Le Théâtre Royal de la Monnaie i Bruxelles, 14 forestillinger; som Ujarak Poul Wiedemann (tenor), som Ujaraks far Marcelly Maurice (bas), som Angekokken Chantraine Marc (bas), som ung fangstmand Decock Jules (Baryton), som Kaddara Soyer Marguerite (sopran), som Tuluvatta Ballard Simone (mezzosopran), som Annuna Lyon Terka (sopran) og som ung fangstkvinde Blondeau R. (sopran)[1]
- 1925-01-31 på på Komische Oper i Königsberg, 8 forestillinger[2]
- 1933 på Det Kongelige Teater i ny opsætning.
- 1934-05-02 Opført på Det Kongelige Teater som en mindeforestilling for Knud Rasmussen (død året forinden).
- 1937-05-17 Første akt blev opført ved festforestillingen i anledning af Kong Christian X.'s 25 års regeringsjubilæum.
- 1946-03-30 Festforestilling på Det Kongelige Teater. 32. opførelse og sidste genopsætning hvor Lilian Weber Hansen spiller rollen som Tuluvatta, Inge Frey som Annuna og Thyge Thygesen som Ujarak.[3] Efter otte forestillinger forsvandt den ud af repertoiret i foråret 1946.

## Persongalleri
| Rolle                         | Stemmetype  |
| ----------------------------- | ----------- |
| Ujarak, ung sælfanger         | Tenor       |
| Kaddara, Ujaraks fangstkone   | Sopran      |
| Ujaraks gamle far             | Bas         |
| Tuluvatta, enke (heksen)      | Alt         |
| Annuna, heksens smukke datter | Mezzosopran |
| Angakokken, en åndemager      | Bas         |
| En ung fangstmand             | Baryton     |
| Fangstmænd, kvinder og børn   | Kor         |

## Handling
Handlingen foregår på Grønlands kyst.

### Første billede, Sommerbopladsen
På sommerbopladsen synger kvinderne en hyldest til solen, mens de venter på deres mænd, der er på fangst. Fangerne vender hjem med deres sælfangst. Sælerne flænses. Kaddaras mand Ujarak er ikke vendt tilbage med de andre, men hun bedyrer dog, at han vil hjembringe den største fangst. En ung fanger fortæller om enkernes boplads, som man skal holde sig fra for ikke at blive forført. Da Ujarak vender tomhændet hjem og spottes af alle, bliver Kaddara dybt skuffet og jager ham ud på havet igen. Billedet slutter med en smuk sol nedgangsstemning.
1. Scene og kor (Kvinderne, Kaddara, Ujaraks Fader) Skin Sol
2. Råb udefra (Kor) Kraniaraa!
3. Kajakkernes indtog (Kor)
4. Flænsesang (Solo og Kor) Bølger små kom hid
5. Scene (Kaddara, en Fangstmand, Ujaraks Fader, Kor)
6. Ujaraks ankomst: (Ujarak, Kaddara, Kor)
7. Ujarak: Vig nu af vejen, hvor jeg går frem (Kaddara)
8. Sang: (Kaddara, Kor) Synk nu Sol
9. Ujaraks kajakfærd
10. Mellemspil

### Andet billede, Enkernes boplads
I indledningen ser man Ujarak i sin kajak fange en kæmpe sæl. Scenen skifter til enkernes boplads, hvor sulten hærger. Heksen Tuluvatta truer sin smukke datter Annuna til at lokke en fanger til ved hjælp af en tryllesang. Ujarak hører hendes sang, bringer fangst til kvinderne og forhekses af Annuna ved et bid i halsen, så han glemmer alt og kun ser hende.
1. Scene (Tuluvatta, Annuna) Gammel er jeg bleven
2. Tryllesang (Annuna, Tuluvatta, Kvinderne)
3. Ujaraks ankomst til enkernes boplads (Ujarak, de forrige)
4. Fangedans (Alle)

Slut på første akt

### Tredje billede, Tuluvattas vinterhus
Det er blevet vinter, og trolddommen er ved at fortage sig. Ujarak husker igen Kaddara og vil drage hjem. Tuluvatta har hidkaldt en Angekok, der med sin trommedans forsøger at få Ujarak til at blive. Men hverken det eller Annunas bønner stopper ham i hans beslutning. Med heksens forbandelse i ryggen styrter han ud i polarvinternatten.
1. Indledning og scene (Ujarak, Annuna)
2. Angekokkens ankomst (Ujarak, Tuluvatta, Angekokken, Kvinderne)
3. Trommesang (Angekokken, Tuluvatta, Kvinderne)
4. Scene (Ujarak, Tuluvatta, Annuna)
5. Kor

### Fjerde billede, Ujaraks boplads
Kaddara spejder længselsfuldt ud i mørket efter sin mand og synger en vuggevise til sit lille barn, som hun bærer på ryggen. Nordlysene flakker over himlen. Isen bryder op med et brag, og i et syn ser hun ham forsvinde. Man drager ud og finder Ujarak kold og livløs. Kaddara tager ham i sin favn, kysser ham varmt, han vågner og solen står op. Et nyt forår er begyndt.
1. Indledning og Kaddaras Vuggesang
2. Scene: Ujaraks Fader, Kaddara
3. Råb ved isbraget (De Forrige, Kor og Kaddara) Hjælp mig!
4. Opbrud – recitativ – tilbagekomst (Kor, Kaddara, Ujaraks fader)
5. Slutning (Alle)

## Indspilninger
- 1922 – Kaddara, Vuggevise sunget af Tenna Frederiksen (sopran) med orkester, Musik: Hakon Børresen, Tekst: Normann Hansen. Polyphon S 4007, 1922 (Lakplade)[3]
- 1941 – Ujaraks udfart. Solist: Lauritz Melchior (tenor). Orkester ukendt. Findes på: Stjernestunder – Det Kongelige Teater : uddrag af Det Kongelige Teaters opera- og skuespilrepertoire i 250-året for Det Kongelige Teater : fra Hegermann-Lindencrones Båndarkiv (radiooptagelse USA 1941). Naxos 8.112001-2. 2 compact discs : mono og stereo, Naxos historical (Compact disc)[3]
- 1961 – Ujaraks udfart. Findes på: Lauritz Melchior : 50th Anniversary 1911-1961, Asco A 121. 1961 (Grammofonplade)[3]
- 2013 – Kaddara, opera af Hakon Børresen. Dansk romantisk opera i en komplet opførelse med følgende sangerhold: Gitta-Maria Sjöberg som Kaddara, Elisabeth Hanke som Tuluvatta, Anette Bod som Annuna, Stig Fogh Andersen som Ujarak og Matti Borg som Angakokken og Ujaraks far. Optagelse med Ruses Opera symfoniorkester og kor fra opera huset i Ruse under ledelse af Niels Borksand. Dobbelt-CD med stor og fyldig booklet. Udgivet 31. maj, 2013 på CDKlassisk CDK1102-3.[4]

## Trivia
I forbindelse med en Kaddara produktionsindspilning blev der d. 26. august 2012 afholdt en operakoncert i Ruse, Bulgarien med Ruses Opera symfoniorkester og kor og under ledelse af dirigent Niels Borksand. Som Ujarak Stig Fogh Andersen, som Kaddara Gitta-Maria Sjöberg, som Tuluvatta Elisabeth Hanke, som Annuna Anette Bod, som Ujaraks fader og angekok Matti Borg, som en flænsepige Maria Hanke og som en ung fanger Paul Frederiksen.